# 馬里奧餅店

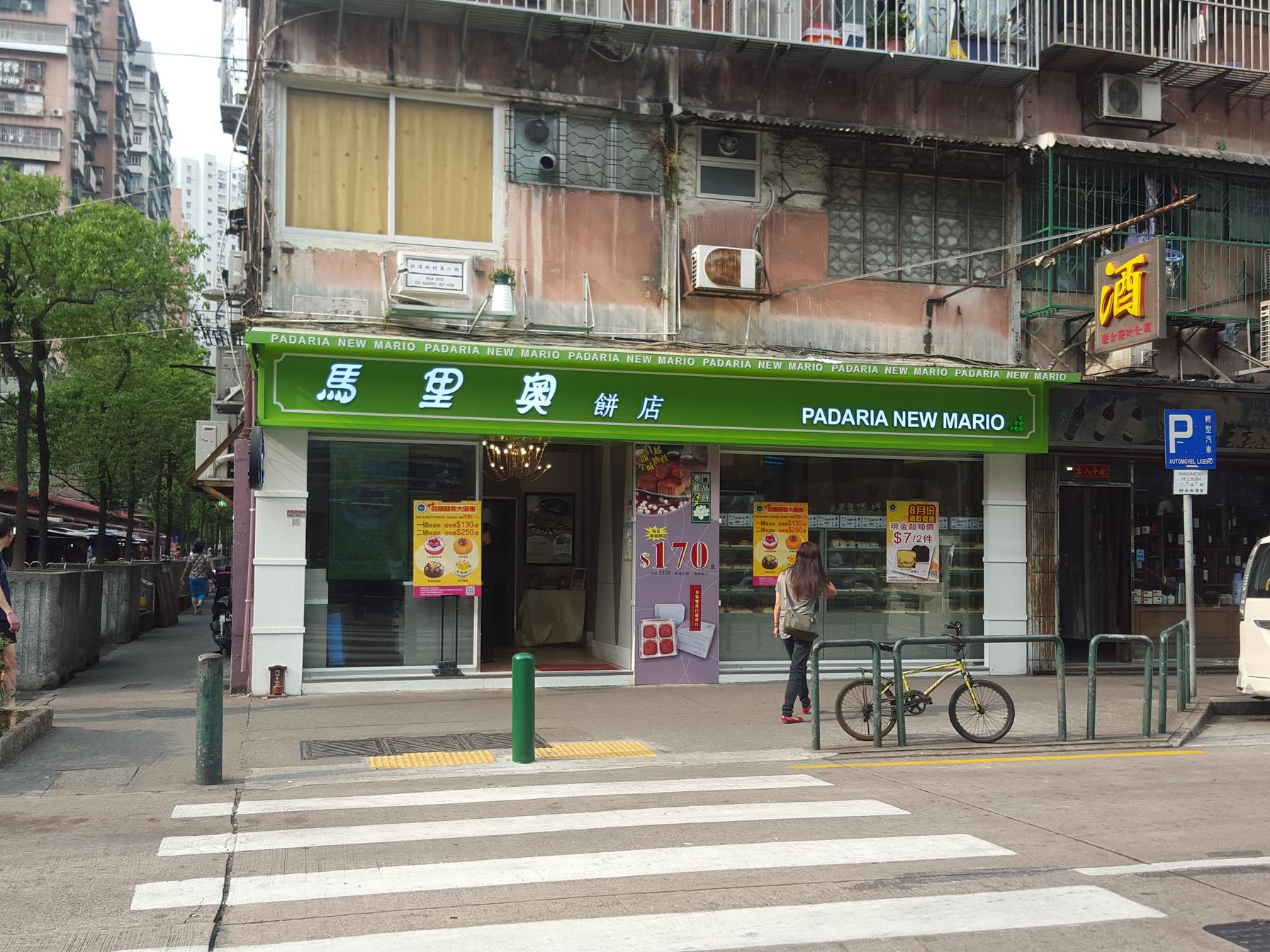
馬里奧餅店

澳門馬里奧餅店有限公司（Padaria New Mario Limitada）為澳門麗晶集團旗下麵包西餅企業，是澳門其中一家最大型的西餅麵包連鎖店。
公司於澳門共有8間分店，其中首間分店－高士德大馬路分店是24小時營業，成為澳門首間推行全天候24小時服務之西餅麵包連鎖店。而且馬里奧餅店亦是澳門唯一一間於各門市全面使用酒店式歐洲焗爐的西餅麵包連鎖店。

### 爭議事件
2020年5月初，一批澳博員工進食該餅店西餅後集體食物中毒。後在5月14日被市政署調查，在西餅食物中含有沙門氏菌，並且有多人公開該事件。

## 外部連結
- 官方網站